# Serixia laosensis
Serixia laosensis là một loài bọ cánh cứng trong họ Cerambycidae.